# Patrón Criteria (patrón de diseño)
En diseño de software, el patrón de especificación (y en su caso particular, criteria o filter) es un patrón de diseño, mediante el cual, se permite filtrar una colección de objetos bajo diversos criterios, encadenándolos de una manera desacoplada por medio de operaciones lógicas.
Este patrón se utiliza en escenarios específicos, donde la obtención de uno o más entidades depende de reglas de negocio. Fue creado por Eric Evans y Martin Fowler

## Propósito
Filtrar colecciones de objetos según diversos criterios de forma desacoplada.
Permitir la reutilización y anidación de criterios por medio de operaciones lógicas (and, or, not). Generar una manera legible y extensible de agregar o quitar lógica para filtrar colecciones de objetos.

## Motivación
Frecuentemente, se necesita filtrar colecciones de objetos de la misma familia (clase base) utilizando criterios similares, pero en distinto orden y/o condición.
También a menudo, esta lógica para filtrar colecciones es un proceso clave o complejo como pueden ser los criterios de planificación en un Sistema Operativo o el manejo de prioridades para una cola de peticiones.
Otra caso sería el tener altas posibilidades de cambio en el futuro sobre la lógica que realiza el filtrado en esta colección de objetos. Sea quitando/modificando criterios existentes, como así también agregando nuevos.
Este patrón pone gran énfasis en la extensibilidad y reutilización de criterios, como así también en la legibilidad del código.

## Ventajas
- Extensibilidad
- Legibilidad
- Reutilización de criterios
- Facilidad para hacer test unitarios (cada criterio se puede probar independiente, el patrón asegura el uso colectivo)
- Activación de criterios en tiempo de ejecución (dependiendo del lenguaje de programación)

## Estructura
Estructura básica del patrón independiente del lenguaje de programación. 

## Estructura .NET
Aquí se presenta para .NET, utilizando métodos de extensión 

## Implementación (C#)
```
public
 
interface
 
ICriteria
<
E
>

{

   
List
<
E
>
 
MeetCriteria
(
List
<
E
>
 
entities
);
 

}

internal
 
class
 
AndCriteria
<
E
>
 
:
 
ICriteria
<
E
>

{

   
private
 
ICriteria
<
E
>
 
_criteria
;

   
private
 
ICriteria
<
E
>
 
_otherCriteria
;

  

   
internal
 
AndCriteria
(
ICriteria
<
E
>
 
criteria
,
 
ICriteria
<
E
>
 
otherCriteria
)

   
{

      
_criteria
 
=
 
criteria
;

      
_otherCriteria
 
=
 
otherCriteria
;

   
}

   
public
 
List
<
E
>
 
MeetCriteria
(
List
<
E
>
 
entities
)

   
{

      
var
 
result
 
=
 
_criteria
.
MeetCriteria
(
entities
);

      
// Si ya devuelve 1, es que uno solo cumplio el criterio y no

      
// se ejecutan los ands anidados

      
// Si ya devuelve 0, es que ninguno cumplio con el criterio y

      
// no se ejecutan los ands anidados

      
if
 
(
result
.
Count
 
==
 
0
 
||
 
result
.
Count
 
==
 
1
)

         
return
 
result
;

      

      
return
 
_otherCriteria
.
MeetCriteria
(
result
);

   
}

}

internal
 
class
 
OrCriteria
<
E
>
 
:
 
ICriteria
<
E
>

{

   
private
 
ICriteria
<
E
>
 
_criteria
;

   
private
 
ICriteria
<
E
>
 
_otherCriteria
;

   
internal
 
OrCriteria
(
ICriteria
<
E
>
 
criteria
,
 
ICriteria
<
E
>
 
otherCriteria
)

   
{

      
_criteria
 
=
 
criteria
;

      
_otherCriteria
 
=
 
otherCriteria
;

   
}

   
public
 
List
<
E
>
 
MeetCriteria
(
List
<
E
>
 
entities
)

   
{

      
List
<
E
>
 
firstCriteriaItems
 
=
 
_criteria
.
MeetCriteria
(
entities
);

      
List
<
E
>
 
otherCriteriaItems
 
=
 
_otherCriteria
.
MeetCriteria
(
entities
);

    

      
foreach
 
(
E
 
otherCriteriaItem
 
in
 
otherCriteriaItems
)

      
{

         
if
(
!
firstCriteriaItems
.
Contains
(
otherCriteriaItem
))

            
firstCriteriaItems
.
Add
(
otherCriteriaItem
);

      
}

     

      
return
 
firstCriteriaItems
;

   
}

}

internal
 
class
 
NotCriteria
<
E
>
 
:
 
ICriteria
<
E
>

{

   
private
 
ICriteria
<
E
>
 
_criteria
;

   
internal
 
NotCriteria
(
ICriteria
<
E
>
 
x
)

   
{

      
_criteria
 
=
 
x
;

   
}

   
public
 
List
<
E
>
 
MeetCriteria
(
List
<
E
>
 
entities
)

   
{

      
List
<
E
>
 
notCriteriaItems
 
=
 
_criteria
.
MeetCriteria
(
entities
);

  

      
foreach
 
(
E
 
notCriteriaItem
 
in
 
notCriteriaItems
)

         
entities
.
Remove
(
notCriteriaItem
);

 

      
return
 
entities
;

   
}

}

public
 
static
 
class
 
CriteriaExtensionMethods

{

   
public
 
static
 
ICriteria
<
E
>
 
And
<
E
>
(
this
 
ICriteria
<
E
>
 
criteria
,
 
ICriteria
<
E
>
 
otherCriteria
)

   
{

      
return
 
new
 
AndCriteria
<
E
>
(
criteria
,
 
otherCriteria
);

   
}

   
public
 
static
 
ICriteria
<
E
>
 
Or
<
E
>
(
this
 
ICriteria
<
E
>
 
criteria
,
 
ICriteria
<
E
>
 
otherCriteria
)

   
{

      
return
 
new
 
OrCriteria
<
E
>
(
criteria
,
 
otherCriteria
);

   
}

   
public
 
static
 
ICriteria
<
E
>
 
Not
<
E
>
(
this
 
ICriteria
<
E
>
 
criteria
)

   
{

      
return
 
new
 
NotCriteria
<
E
>
(
criteria
);

   
}

}

```

## Ejemplo de uso
Suponiendo la existencia de la clase Persona
```
public
 
class
 
Persona

{

   
public
 
int
 
Edad
 
{
 
get
;
 
set
;
 
}

   
public
 
string
 
Nombre
 
{
 
get
;
 
set
;
 
}

   
public
 
string
 
Descripcion
 
{
 
get
;
 
set
;
 
}

   
public
 
string
 
Apellido
 
{
 
get
;
 
set
;
 
}

   
public
 
Sexo
 
Sexo
 
{
 
get
;
 
set
;
 
}

   
public
 
Origen
 
Origen
 
{
 
get
;
 
set
;
 
}

   
public
 
EstadoMarital
 
EstadoMarital
 
{
 
get
;
 
set
;
 
}

   
public
 
Profesion
 
Profesion
 
{
 
get
;
 
set
;
 
}

}

```

Y creando estos criterios:
```
public
 
class
 
CriterioMasculinos
 
:
 
ICriteria
<
Persona
>

    
{

        
public
 
List
<
Persona
>
 
MeetCriteria
(
List
<
Persona
>
 
entities
)

        
{

            
var
 
hombres
 
=
   
from
 
h
 
in
 
entities

                            
where
 
h
.
Sexo
 
==
 
Sexo
.
Masculino

                            
select
 
h
;

            
return
 
hombres
.
ToList
();

        
}

    
}

    
public
 
class
 
CriterioFemeninos
 
:
 
ICriteria
<
Persona
>

    
{

        
public
 
List
<
Persona
>
 
MeetCriteria
(
List
<
Persona
>
 
entities
)

        
{

            
var
 
mujeres
 
=
   
from
 
m
 
in
 
entities

                            
where
 
m
.
Sexo
 
==
 
Sexo
.
Femenino

                            
select
 
m
;

            
return
 
mujeres
.
ToList
();

        
}

    
}

    

    
public
 
class
 
CriterioExtranjeros
 
:
 
ICriteria
<
Persona
>

    
{

        
public
 
List
<
Persona
>
 
MeetCriteria
(
List
<
Persona
>
 
entities
)

        
{

            
var
 
personas
 
=
 
from
 
h
 
in
 
entities

                          
where
 
h
.
Origen
 
==
 
Origen
.
Extranjero

                          
select
 
h
;

            
return
 
personas
.
ToList
();

        
}

    
}

    
public
 
class
 
CriterioSolteros
 
:
 
ICriteria
<
Persona
>

    
{

        
public
 
List
<
Persona
>
 
MeetCriteria
(
List
<
Persona
>
 
entities
)

        
{

            
var
 
personas
 
=
 
from
 
h
 
in
 
entities

                           
where
 
h
.
EstadoMarital
 
==
 
EstadoMarital
.
Soltero

                           
select
 
h
;

            
return
 
personas
.
ToList
();

        
}

    
}

```

Podríamos filtrar a los hombres extranjeros y solteros
```
ICriteria
<
Persona
>
 
masculino
 
=
 
new
 
CriterioMasculinos
();

ICriteria
<
Persona
>
 
femenino
 
=
 
new
 
CriterioFemeninos
();

ICriteria
<
Persona
>
 
soltero
 
=
 
new
 
CriterioSolteros
();

ICriteria
<
Persona
>
 
extranjero
 
=
 
new
 
CriterioExtranjeros
();

/* ---------- HOMBRES EXTRANJEROS Y SOLTEROS ---------- */

criterios
 
=
  
masculino
.
And
(
extranjero
).
And
(
soltero
);

foreach
 
(
var
 
persona
 
in
 
criterios
.
MeetCriteria
(
personas
))

   
Console
.
WriteLine
(
persona
.
Descripcion
);

Console
.
ReadLine
();

```

O a las mujeres extranjeras
```
ICriteria
<
Persona
>
 
masculino
 
=
 
new
 
CriterioMasculinos
();

ICriteria
<
Persona
>
 
femenino
 
=
 
new
 
CriterioFemeninos
();

ICriteria
<
Persona
>
 
soltero
 
=
 
new
 
CriterioSolteros
();

ICriteria
<
Persona
>
 
extranjero
 
=
 
new
 
CriterioExtranjeros
();

/* ---------- MUJERES EXTRANJERAS ---------- */

criterios
 
=
 
femenino
.
And
(
extranjero
);
 
// esto seria lo mismo que masculino.Not().And(extranjero)

foreach
 
(
var
 
persona
 
in
 
criterios
.
MeetCriteria
(
personas
))

   
Console
.
WriteLine
(
persona
.
Descripcion
);

Console
.
ReadLine
();

```

O también podríamos filtrar a los hombres o mujeres (a todos)
```
ICriteria
<
Persona
>
 
masculino
 
=
 
new
 
CriterioMasculinos
();

ICriteria
<
Persona
>
 
femenino
 
=
 
new
 
CriterioFemeninos
();

ICriteria
<
Persona
>
 
soltero
 
=
 
new
 
CriterioSolteros
();

ICriteria
<
Persona
>
 
extranjero
 
=
 
new
 
CriterioExtranjeros
();

/* ---------- HOMBRES O MUJERES ---------- */

criterios
 
=
 
masculino
.
Or
(
femenino
);

foreach
 
(
var
 
persona
 
in
 
criterios
.
MeetCriteria
(
personas
))

   
Console
.
WriteLine
(
persona
.
Descripcion
);

Console
.
ReadLine
();

```